# هیروکی ناکادا
هیروکی ناکادا (انگلیسی: Hiroki Nakada؛ زادهٔ ۴ نوامبر ۱۹۹۲) بازیکن فوتبال اهل ژاپن است.